# Jämshög

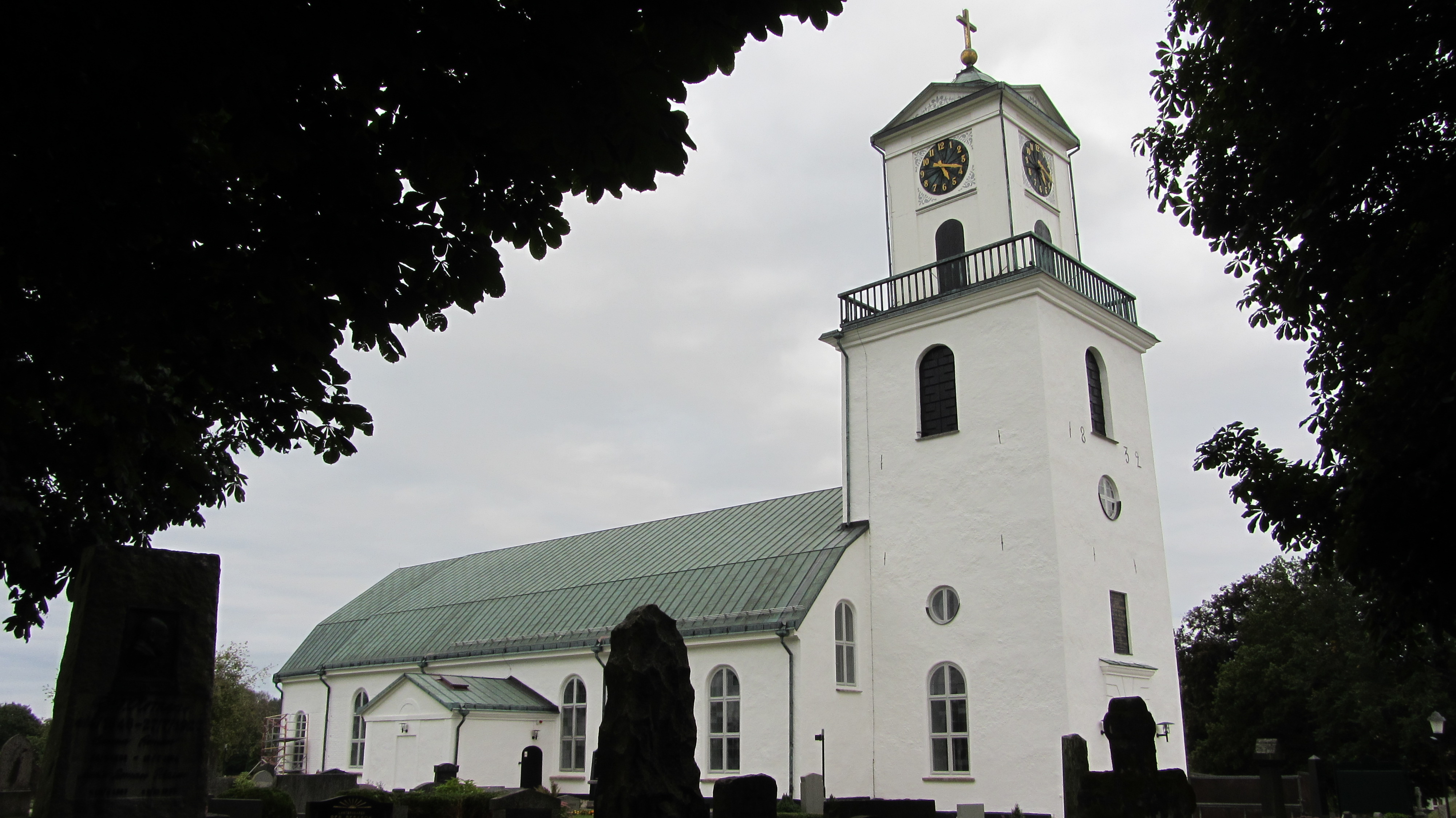
Jämshögs kyrka.

Jämshög är en tätort i Jämshögs distrikt i Olofströms kommun, Blekinge län och kyrkby i Jämshögs socken i Blekinge.
Jämshög ligger vid Holjebanan och Sölvesborg-Olofström-Älmhults Järnväg.

## Befolkningsutveckling
| Befolkningsutvecklingen i Jämshög 1960–2020                                              | Befolkningsutvecklingen i Jämshög 1960–2020 | Befolkningsutvecklingen i Jämshög 1960–2020 | Befolkningsutvecklingen i Jämshög 1960–2020 | Befolkningsutvecklingen i Jämshög 1960–2020 |
| ---------------------------------------------------------------------------------------- | ------------------------------------------- | ------------------------------------------- | ------------------------------------------- | ------------------------------------------- |
|                                                                                          |                                             |                                             |                                             |                                             |
| År                                                                                       |                                             |                                             | Folkmängd                                   | Areal (ha)                                  |
| 1960                                                                                     | 1960                                        |                                             | 1 024                                       |                                             |
| 1965                                                                                     | 1965                                        |                                             | 1 367                                       |                                             |
| 1970                                                                                     | 1970                                        |                                             | 1 626                                       |                                             |
| 1975                                                                                     | 1975                                        |                                             | 1 760                                       |                                             |
| 1980                                                                                     | 1980                                        |                                             | 1 715                                       |                                             |
| 1990                                                                                     | 1990                                        |                                             | 1 651                                       | 158                                         |
| 1995                                                                                     | 1995                                        |                                             | 1 658                                       | 162                                         |
| 2000                                                                                     | 2000                                        |                                             | 1 593                                       | 162                                         |
| 2005                                                                                     | 2005                                        |                                             | 1 543                                       | 163                                         |
| 2010                                                                                     | 2010                                        |                                             | 1 494                                       | 162                                         |
| 2015                                                                                     | 2015                                        |                                             | 1 612                                       | 235                                         |
| 2016                                                                                     | 2016                                        |                                             | 1 635                                       | 235##                                       |
| 2020                                                                                     | 2020                                        |                                             | 1 589                                       | 254                                         |
| ## Arean 31 december 2016, 2017 och 2018 fortsatt samma som avgränsades som tätort 2015. |                                             |                                             |                                             |                                             |

## Bebyggelse
Jämshögs Hembygdsmuseum innehåller ett författarmuseum byggt på fyra författare där nobelpristagaren Harry Martinson spelar en huvudroll. Här finns även skol- och hantverksmuseum. 

## Idrott
Ortens fotbollsförening heter Jämshögs IF vilket innefattar fotboll med stor senior- och ungdomsverksamhet.
Idrottsplatsen heter Motorpavallen. Här finns bl.a. en takläktare i trä. Idrottsplatsen invigdes 1941.
Ortens ishockeyförening, Jämshög Saints HC, bildades redan 2011, som en sektion i Jämshögs IF, men i juni 2017, bröt man sig ut och bildade en egen förening.
Saints spelar i  WBHL - Western Blekinge Hockey League och arenan är HBM Arena, i Olofström. 
Ortens Motocrossförening, heter MK Jämke. SM deltävlingar har arrangerats, 1984, 1991, 1994, och 1996

## Kända personer från Jämshögstrakten
- John Fredrik Anderson, ingenjör
- Kalle Berglund, medeldistanslöpare
- John Björkhem, parapsykolog
- Nils Olof Holst, geolog
- Göran Johnsson, ordförande i Metall 1993-2005
- Harry Martinson, författare och nobelpristagare
- Måns Jönsson, målare, känd som Olle Montanus i Röda rummet
- Axel de la Nietze, författare
- Bengt Nordenberg, konstnär
- Bertil Rönnmark, sportskytt, OS-guld 1932
- Per Rösiö, lantbrukslärare
- Sven Edvin Salje, författare
- Pehr Thomasson, författare